# Grünhain-Beierfeld
Grünhain-Beierfeld − miasto w Niemczech, w kraju związkowym Saksonia, w powiecie Erzgebirgskreis (do 31 lipca 2008 w powiecie Aue-Schwarzenberg). Miasto Grünhain-Beierfeld powstało 1 stycznia 2005 z połączenia miasta Grünhain i gminy Beierfeld. Do 29 lutego 2012 należało do okręgu administracyjnego Chemnitz.

## Historia

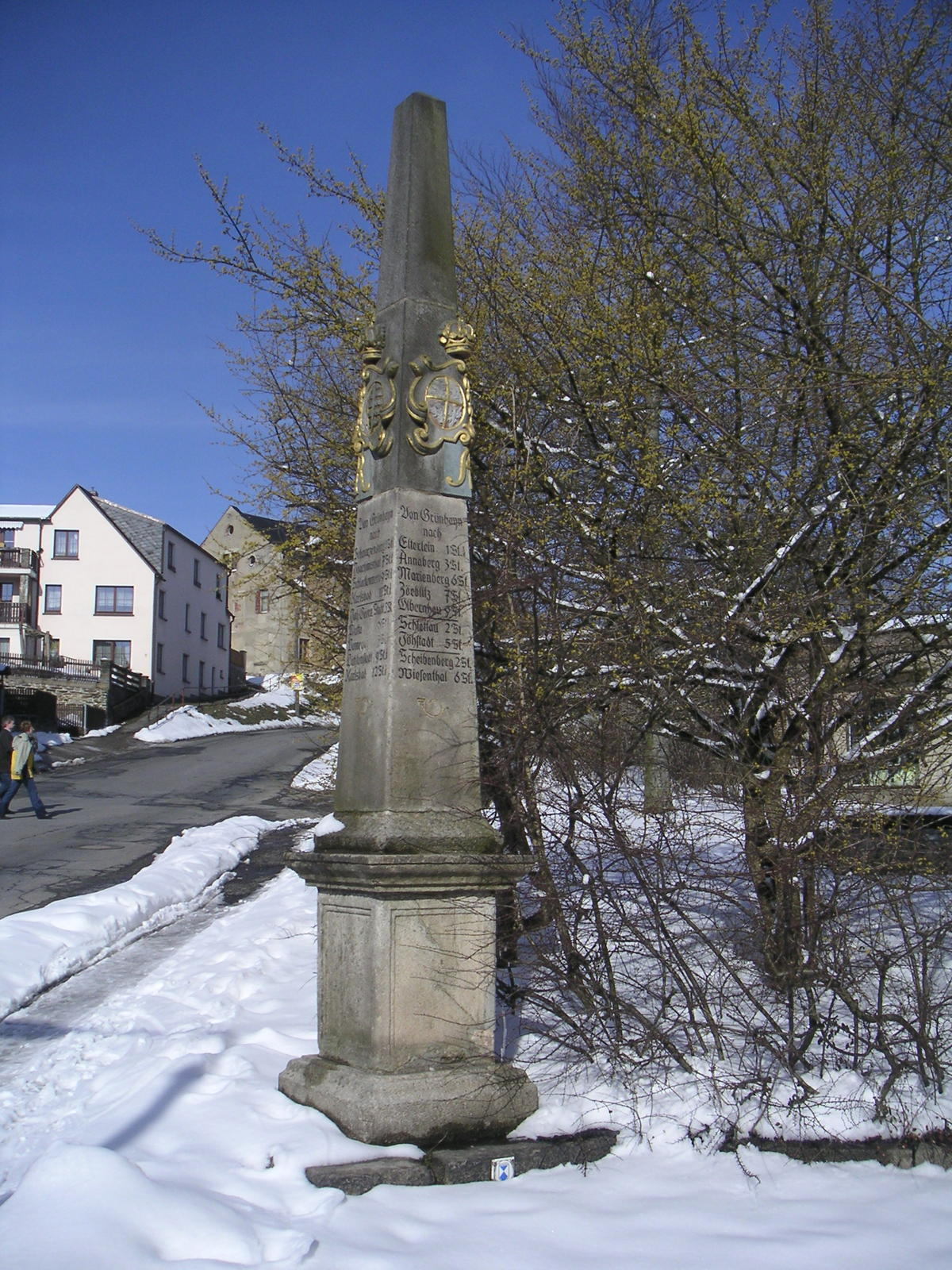
Słup dystansowy poczty polsko-saskiej z XVIII wieku

W latach 1697–1706 i 1709–1763 Grünhain i Beierfeld wraz z Elektoratem Saksonii były związane unią z Polską, a w latach 1807–1815 wraz z Królestwem Saksonii unią z Księstwem Warszawskim. Pamiątką po unii jest pocztowy słup dystansowy z herbami Polski i Saksonii, stojący w Grünhain. W 1871 miejscowości znalazły się granicach Cesarstwa Niemieckiego.
W latach 1949–1990 miejscowości były częścią Niemieckiej Republiki Demokratycznej.

## Geografia
Grünhain-Beierfeld leży ok. 8 km na wschód od miasta Aue. Najwyższy punkt to Spiegelwald 738 m n.p.m.

## Dzielnice

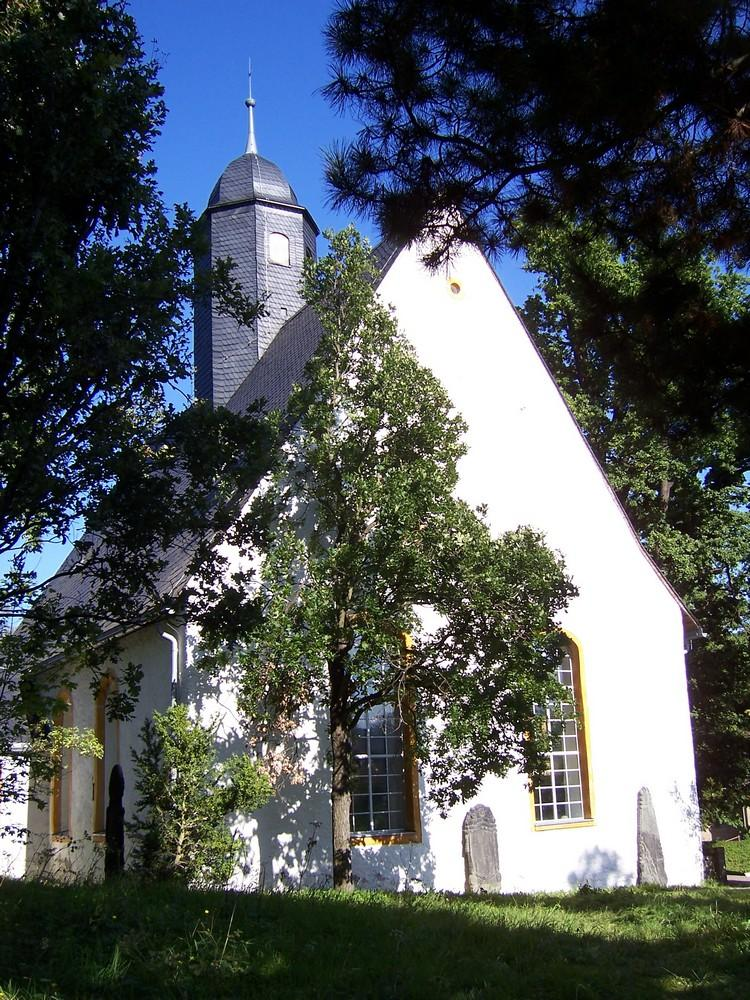
Kościół w Beierfeld

W skład miasta wchodzą trzy dzielnice:
- Beierfeld
- Grünhain
- Waschleithe

## Współpraca

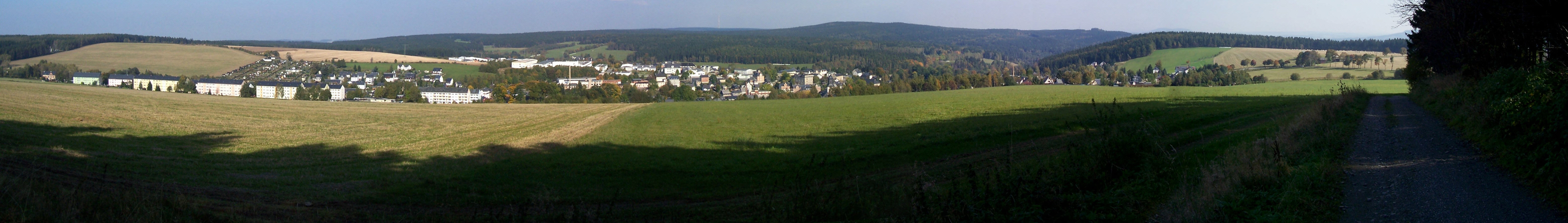
Widok ze Spiegelwald na Grünhain

Miejscowość partnerska:
- Scheinfeld, Bawaria